# أولجا فلور
أولجا فلور (بالألمانية: Olga Flor)، (ولدت في يناير 1968 في فيينا) هي أديبة نمساوية.
نشأت في فيينا وكولونيا وغراتس منذ عام 1978. درست الفيزياء وتاريخ الفن في جامعة غراتس. وأنهت دراستها بحصولها على درجة الماجستير. عملت في مجال الإعلام، وأقامت بين عامي 1997 و1999 في مودينا. وتعيش حاليًا مع عائلتها في غراتس.
كتبت العديد من الأعمال القصصية والمسرحيات، واشتركت في عام 2003 في مسابقة إنجيبورج باخمان في كلاجنفورت. وهي عضو في تجمع كتّاب غراتس. حصلت على الجائزة التشجيعية في الأدب من مدينة جراتس في عام 2001، وفي عام 2003 على منحة دراسية رسمية نمساوية للأدب، وجائزة راينهارد بريسنيتس، وكذلك على جائزة أوتو شتوسل في عام 2004.

## وصلات خارجية
- أولجا فلور على موقع مونزينجر (الألمانية)